# Bombylius reginae
Bombylius reginae är en tvåvingeart som beskrevs av Neal L. Evenhuis 1984. Bombylius reginae ingår i släktet Bombylius och familjen svävflugor.
Artens utbredningsområde är El Salvador. Inga underarter finns listade i Catalogue of Life.